# Auto-plagiat
L'auto-plagiat est une forme de plagiat dans laquelle un auteur copie sa propre œuvre pour en faire de nouvelles. D'apparence oxymorique, cette pratique admissible dans le domaine de l'art avec un artiste tel que Andy Warhol qui l'intégrera dans son propre style, sera cependant prohibée dans le domaine scientifique où la citation de ses travaux antécédents sera de mise. En cas de manquement, on parlera alors de fraude par recyclage, de publication redondante ou de reproduction de ses propres écrits (slice and dice plagerism),.
L'auto-plagiat fit l'objet d'une affaire médiatisée concernant le physicien Étienne Klein dans laquelle il apparaît clairement au yeux du CNRS (COMETS) que le recyclage d'un tout ou d'une partie d'un contenu déjà publié par le même auteur sans citer les sources apparaît comme une atteinte à la déontologie car cela contourne l'obligation de ne soumettre que des travaux originaux.